# Antikörper (album)
Antikörper è il secondo album in studio del gruppo Neue Deutsche Härte tedesco Eisbrecher, pubblicato il 20 ottobre 2006 dalla AFM Records in Europa e dalla Dancing Fetter in Nord America.

## Tracce
1. Der Anfang – 2:35
2. Adrenalin – 4:02
3. Leider – 4:08
4. Antikörper – 4:15
5. Entlassen – 4:28
6. Ohne dich – 4:36
7. Phosphor – 3:52
8. Kein Mitleid – 5:30
9. Kinder der Nacht – 4:18
10. Vergissmeinnicht – 3:54
11. Freisturz – 4:57
12. Wie tief? – 4:24
13. Das Ende – 1:49

## Formazione
- Alexander Wesselsky - voce
- Noel Pix - strumenti
- Max Schauer - tastiera nelle tracce 1 e 13
- Eric Damköhler - chitarre addizionali nelle tracce 2-5,7,12 e 14

## Classifiche
| Classifica (2006) | Posizione massima |
| ----------------- | ----------------- |
| Germania          | 85                |